# Furulund-Öjersjö församling
För församlingen i orten Furulund i Kävlinge kommun, se Lackalänga-Stävie församling.
Furulund-Öjersjö församling är en församling i Mölndals och Partille kontrakt i Göteborgs stift. Församlingen ligger i Partille kommun i Västra Götalands län (Västergötland) och ingår i Partille pastorat.

## Administrativ historik
Församlingen bildades 2015 genom en utbrytning ur Partille församling med namnet Furulunds församling. Detta är en av väldigt få församlingsutbrytningar sedan kyrkan och staten separerades 2000. Som befolkningsrapporteringsenhet fungerade församlingen bara under ett år innan distrikt inrättades. År 2024 namnändrades församlingen till Furulund-Öjersjö församling.

## Kyrkobyggnader
- Furulundskyrkan
- Öjersjökyrkan